# رولف كون
رولف كوهن (بالألمانية: Rolf Kühn)‏ هو عازف جاز وملحن ألماني، ولد في 29 سبتمبر 1929 في كولونيا في ألمانيا.

## وصلات خارجية
- رولف كوهن على موقع IMDb (الإنجليزية)
- رولف كوهن على موقع مونزينجر (الألمانية)
- رولف كوهن على موقع ميوزك برينز (الإنجليزية)
- رولف كوهن على موقع قاعدة بيانات الأفلام السويدية (السويدية)
- رولف كوهن على موقع أول ميوزيك (الإنجليزية)
- رولف كوهن على موقع ديسكوغز (الإنجليزية)
- رولف كوهن على موقع قاعدة بيانات الفيلم (الإنجليزية)
- رولف كوهن على موقع كينوبويسك (الروسية)